# Фильтр Вина
Фильтр Ви́на — прибор для фильтрации заряженных частиц в скрещенном магнитном и электрическом поле. Может применяться как анализатор энергетического спектра, монохроматор или масс-спектрометр.

## История создания
Впервые создан в 1898 году Вильгельмом Вином для исследования анодных лучей.

## Принцип работы
В приборе перпендикулярно потоку заряженных частиц создаётся скрещенное электрическое и магнитное поле, соответственно, суммарная сила действующая на частицу равна нулю при условии {\displaystyle E=Bv/c}, где {\displaystyle v} — скорость частицы. Частицы ускоряются разницей потенциалов {\displaystyle V} до энергии {\displaystyle QV}, где {\displaystyle Q} — заряд частицы. Таким образом только частицы удовлетворяющие соотношению {\displaystyle M/Q=(Ec/B)^{2}} не отклоняются в данных полях и успешно проходят через коллиматор.

## Характеристики
Разрешение фильтра зависит от разброса скоростей частиц (зависящий в свою очередь от начального распределения скоростей частиц), напряжённости полей и ширины коллиматора. Для достижения высокой разрешающей способности необходимо уменьшать ширину коллиматора, увеличивать напряжённость полей, а также увеличивать разгоняющую разность потенциалов для уменьшения влияния начального распределения скоростей. На практике разрешение {\displaystyle \delta M/M} фильтра Вина обычно составляет порядка {\displaystyle 10^{-2}}. Обычно диапазон измеряемых масс равен 1-5000 а.е.м. и ограничен в основном напряжённостью полей.